# アップリンク (映画会社)
有限会社アップリンク（英: UPLINK Company）は、日本の映画関連会社。映画配給会社として渋谷で活動を始め、大手映画チェーンが扱わない国内外のアートシネマを上映するミニシアターの運営で注目を集めた。映画の共同製作や映画関連の情報発信でも知られる。

## 概要
創業者で代表の浅井隆は大阪県出身。父親は繊維会社勤務で転勤族だった。高校を卒業後、18歳で上京し、寺山修司の天井桟敷に参加。寺山が亡くなる1983年まで約10年間舞台監督を務めた。天井桟敷解散後、自ら新しい劇団を立ち上げるも行き詰まり、雑誌制作の仕事などを経て映画業界に入る。
1987年に品川区上大崎にあるアパートの一室で、映画の配給会社を設立。デレク・ジャーマン監督の『エンジェリック・カンヴァセーション』を、吉祥寺バウスシアターで上映したのが配給作品の第1号となった。1995年には自前のミニシアター「UPLINK FACTORY」を開設。
以後、浅井代表を中心に映画の共同製作などにも進出し、2004年には製作に関わった『アカルイミライ』がカンヌ国際映画祭のコンペティション部門に出品するなど、映画製作の分野でも注目を集めるようになった。

## 沿革
- 1990年 - デレク・ジャーマン監督の『ザ・ガーデン』に浅井代表がプロデューサーとして名を連ね[7]、国内で配給する。
- 1993年 - 書籍『マルコムX自伝』を出版、その売り上げなどを基に渋谷区神南のファイアー通り沿いにある横山ビルの3階に事務所を移す[8]。デレク・ジャーマン監督の『ヴィトゲンシュタイン』、『BLUE ブルー』の制作に参加。12月から映画・音楽・アートなどを扱った隔月月刊誌『骰子』の発行を開始（2000年3月まで）[9]。
- 1995年 - 10月、横山ビルの5階に映画の上映、イベントなどを行うカフェ・シアター「UPLINK FACTORY」を開設[6]。
- 2000年 - イギリス・BBCが製作した映画『愛の悪魔/フランシス・ベイコンの歪んだ肖像』に製作参加、第51回カンヌ国際映画祭の「ある視点」部門に正式出品される[10]。製作した映画『I.K.U.』をサンダンス映画祭を皮切りに世界中の20以上の映画祭で上映。映画『ふたりの人魚』を共同製作。
- 2004年 - 中心となって製作した映画『アカルイミライ』を第56回カンヌ国際映画祭のコンペティション部門に正式出品。ギャラリー「UPLINK GALLERY」を新宿区早稲田鶴巻町に開設。『ロバート・メイプルソープ写真集"展』などを行う。7月31日にはミニシアター渋谷に「UPLINK X」を開設する[11]。
- 2005年 - 渋谷区宇田川町のトツネビル1Fにマイクロ・カフェシアター「UPLINK ROOM」を開設[12]。
- 2006年 - 渋谷区宇田川町に3つのスクリーンを集約。シアターと飲食店を併設する多目的商業ビルとしてリニューアル[13][14][15][16]。映画『甲野善紀身体操作術』（監督：藤井謙二郎）、映画『ストロベリーショートケイクス』（監督：矢崎仁司）製作。
- 2007年 - 創立20週年上映イベント「音楽ドキュメンタリー映画祭」を開催。
- 2008年 - 製作補助をした映画『モンゴル』がカザフスタンからの映画として第80回アカデミー賞外国語映画部門にノミネートされる。文化情報サイト「webDICE」を開設。
- 2011年 - 放射性廃棄物の処理について描くドキュメンタリー映画『100,000年後の安全』を公開。
- 2014年 - 筑波大学の学生11人が東日本大震災の被災者を撮影したドキュメンタリー『いわきノート』を製作し、全国で上映[17]。
- 2016年 - オンライン映画館「UPLINK Cloud」のサービスを開始[18]。 スペインのプロダクションが製作した[19]映画『エンドレス・ポエトリー』（監督：アレハンドロ・ホドロフスキー）に一部資本参加[要出典]。第69回カンヌ国際映画祭監督週間にて上映された。
- 2018年 - 12月14日、武蔵野市吉祥寺本町に「アップリンク吉祥寺」を開設[20]
- 2020年
  - 4月、コロナ禍の拡大により「アップリンク渋谷」と「アップリンク吉祥寺」が当面休館となる。
  - 6月1日、「アップリンク渋谷」と「アップリンク吉祥寺」が営業を再開。
  - 6月11日、「アップリンク京都」開設。
  - 6月16日、浅井代表に対するパワハラ訴訟が発表される（後述「パワハラ訴訟」の節を参照）。
- 2021年
  - 1月8日 - 2月25日、「アップリンク京都」が入居する新風館の設備トラブルで休館。
  - 5月20日、「アップリンク渋谷」閉館[21][22]。5月中に本社を吉祥寺へ移転[23]。
  - 11月、代表による匿名メールでの中傷が報道される[24]。
- 2022年
  - 3月24日、2021年12月29日から停止していたオンライン決済システムによるサービスの一部再開を発表[25]。
  - 4月1日、雑誌と映像配信のサブスクリプション型配信プラットフォーム「DICE＋」を公開[26]。

## 施設

### アップリンク吉祥寺

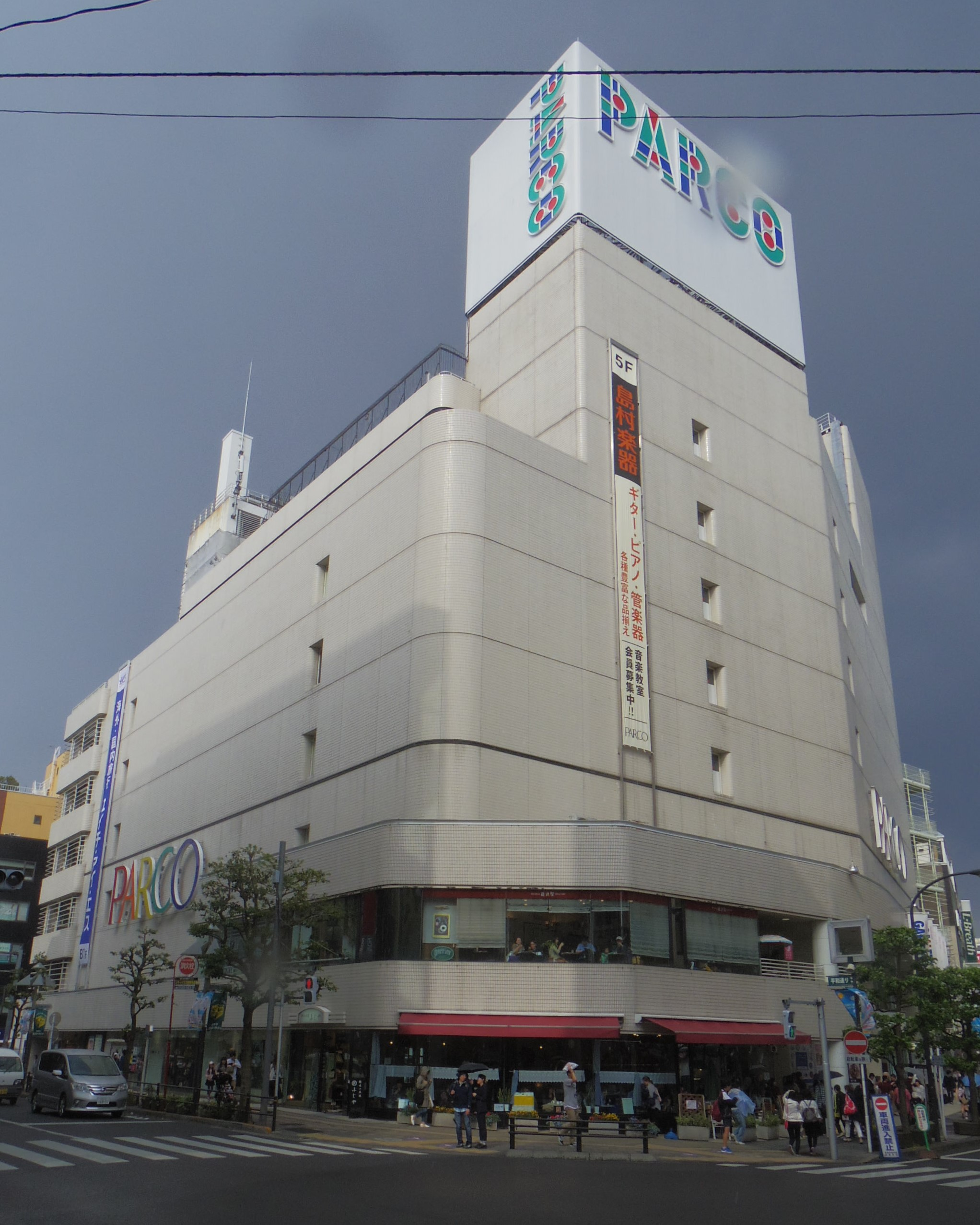
アップリンク吉祥寺パルコが入る吉祥寺パルコ

2018年12月14日、吉祥寺パルコ地下2Fのパルコブックセンター吉祥寺店跡地にオープン。
POP（スクリーン1）
座席数：63席・車椅子用1席。スクリーンサイズ4.765×1.956（ｍ）。壁紙はイーリー・キシモト。
RAINBOW（スクリーン2）
座席数：52席・車椅子用1席。スクリーンサイズ4.765×1.956（ｍ）。
RED（スクリーン3）
座席数：98席・車椅子用1席。スクリーンサイズ4.765×1.956（ｍ）。
WOOD（スクリーン4）
座席数：58席・車椅子用1席。スクリーンサイズ4.765×1.956（ｍ）。
STRIPE（スクリーン5）
座席数：29席・車椅子用1席。スクリーンサイズ3.600×1.506（ｍ）。壁紙はウィリアム・モリスのデザイン「鳥とザクロ」。
プロジェクター：NEC NC1000c（2K／キセノンランプ）。スピーカー：田口音響研究所が開発した平面スピーカー。アンプ：OTTOCANALI K4シリーズ（イタリアPOWERSOFT社）。

### アップリンク京都

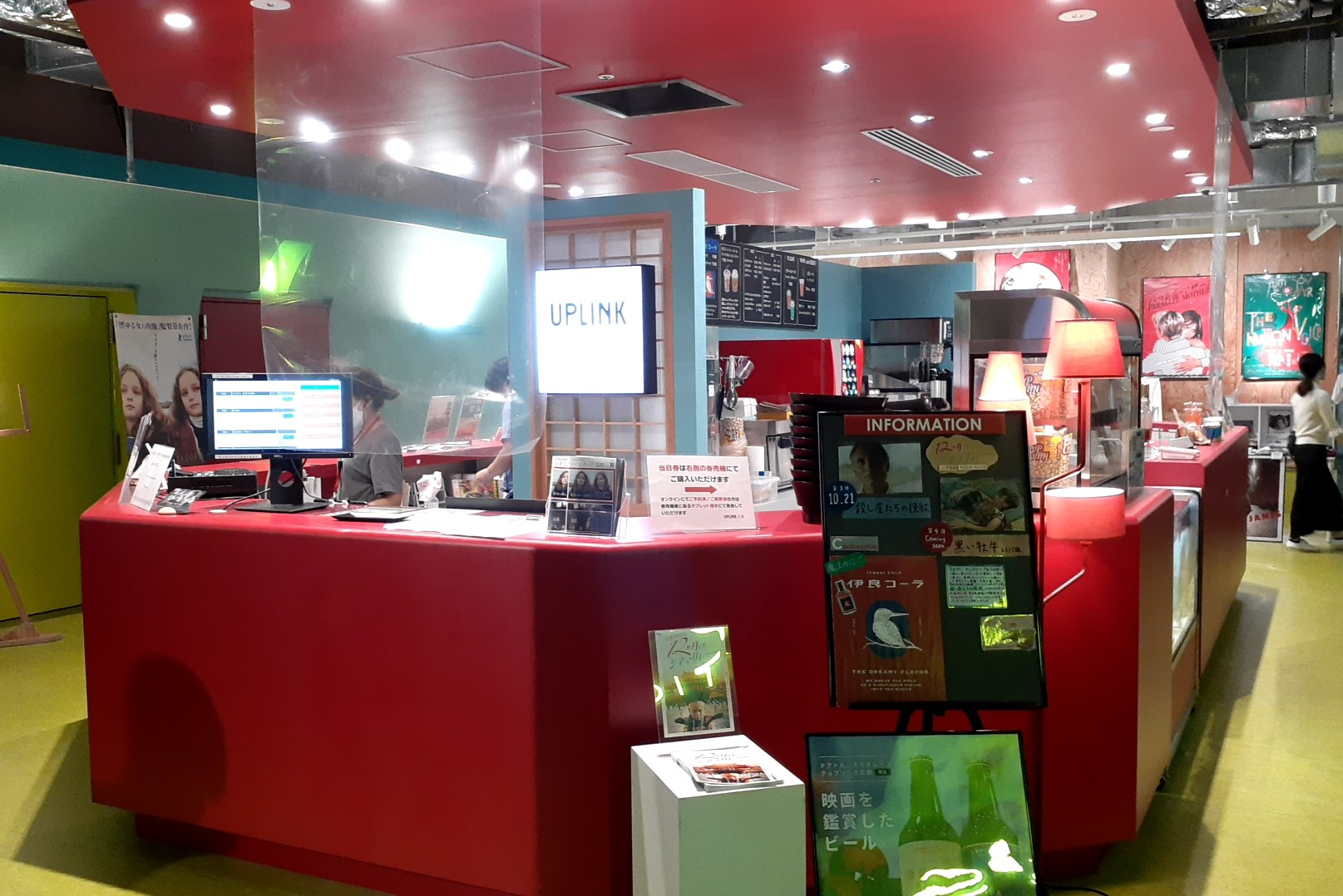
アップリンク京都

2020年6月11日に、京都中央電話局跡地に建設された新風館地下1Fに開設した映画館（4スクリーン、214席）。2022年1月から東京テアトルへ劇場運営業務を委託した。
RED（スクリーン1）
座席数：73席・車椅子用1席。スクリーンサイズ4.675×2.250（ｍ）。
RAINBOW（スクリーン2）
座席数：59席・車椅子用1席。スクリーンサイズ4.675×2.300（ｍ）。
MATCHA（スクリーン3）
座席数：44席・車椅子用1席。スクリーンサイズ4.675×2.395（ｍ）。
STRIPE（スクリーン4）
座席数：38席・車椅子用1席。スクリーンサイズ4.675×2.295（ｍ）。壁紙はウィリアム・モリスのデザイン「いちご泥棒」。
プロジェクター：NEC NC1000c（2K／キセノンランプ）。スピーカー：田口音響研究所が開発した平面スピーカー。アンプ：OTTOCANALI K4シリーズ（イタリアPOWERSOFT社）。

### アップリンク渋谷（閉館）

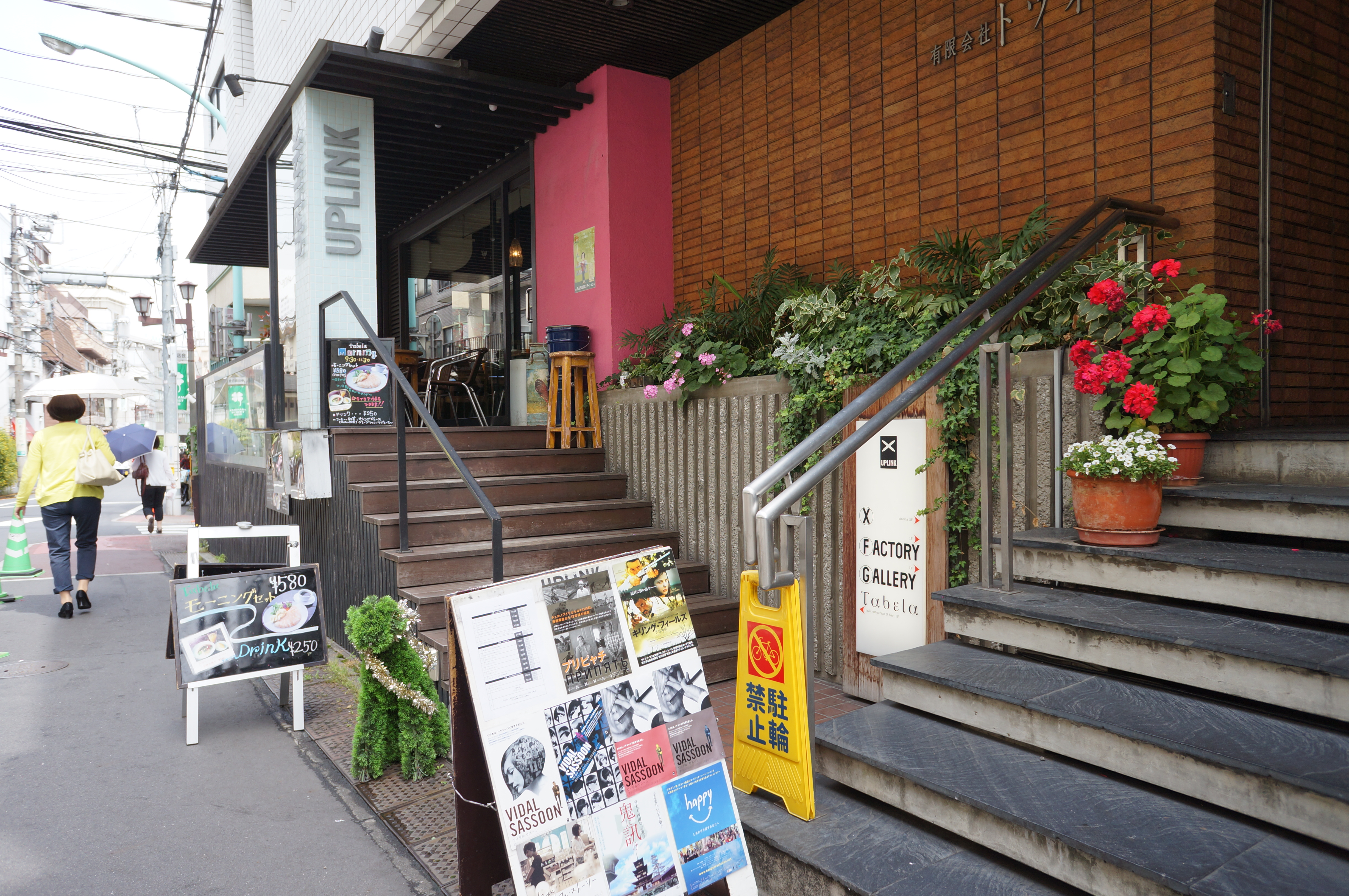
アップリンク渋谷

1995年10月に渋谷区神南でオープン。オープン当初は映画専門の「映画館」ではなく「多目的ホール・多目的スペース」で、「アップリンク音楽祭」と称した音楽イベント等も開催されていた。2005年4月2日に宇田川町に移転。3つのスクリーンのほか展示スペースやカフェを併設していた。2021年5月20日をもって閉館。閉館の主な理由は、設備の老朽化による再投資が必要な時期にコロナ禍の観客急減が重なったためとしている。

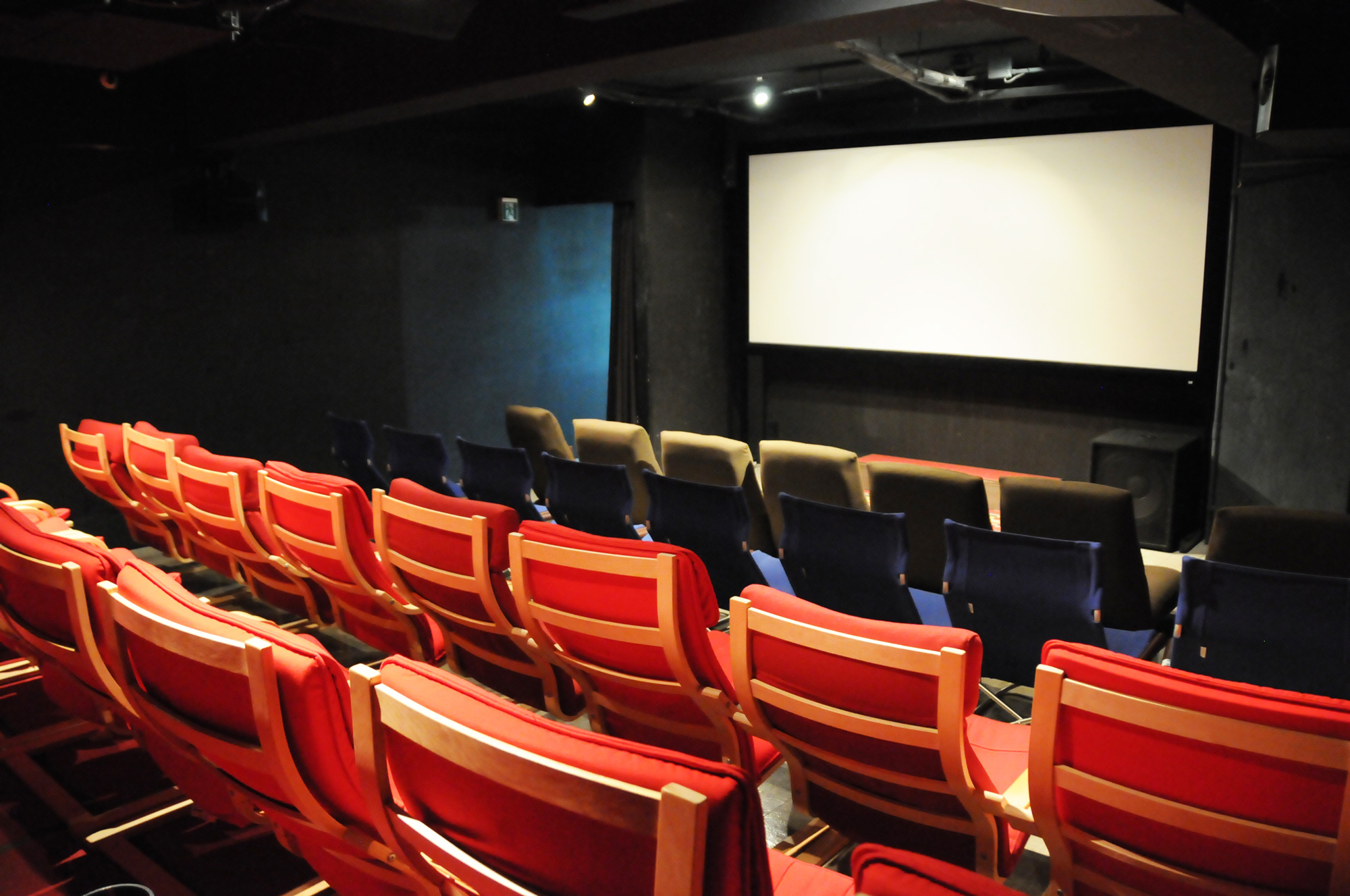
アップリンク渋谷
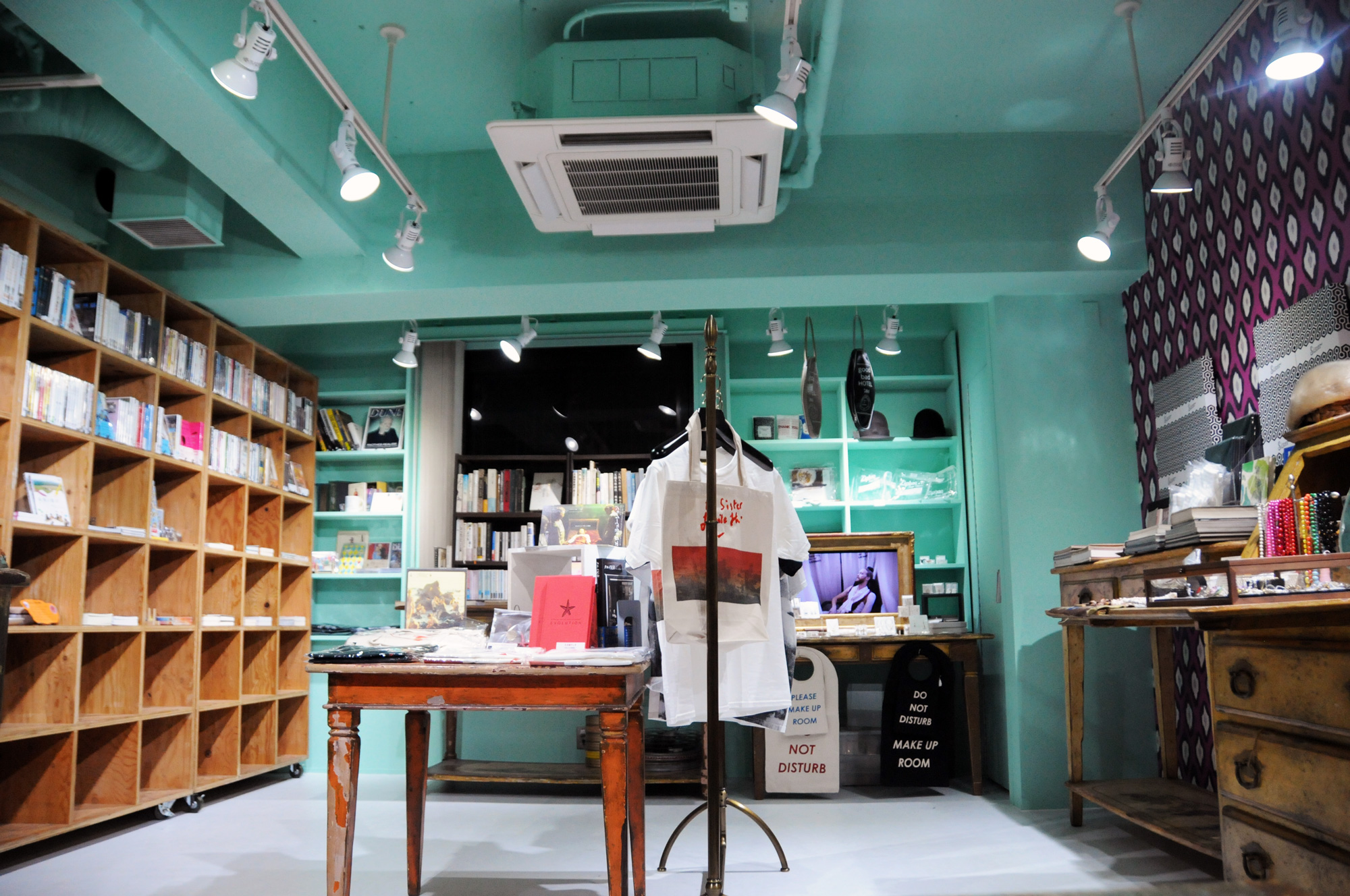
アップリンク渋谷にあった「UPLINK MARKET」

## その他サービス

### webDICE
かつて発行していた紙媒体『骰子』の後継として設置されたサイト。映画・演劇情報などを掲載。

### UPLINK WORKSHOP
映像作品やIT技術によるの制作や映画の配給に関する事をテーマとして、不定期に開催されていた。「配給サポート・ワークショップ」、「ムービー製作ワークショップ」（2014−2015）など。

### UPLINK Cloud
2016年11月にスタートした映画配信サービス。

### DICE+
2022年4月にスタートした雑誌と映像配信のサブスクリプション型配信プラットフォーム。

## パワハラ訴訟
2020年6月16日、元従業員の男女5人が、在職中に代表の浅井隆から日常的にパワーハラスメントを受けたなどとして、浅井代表とアップリンクを相手取って、計760万円の損害賠償請求を求める訴訟を東京地裁に起こした。
記者会見した原告らによると、浅井代表は仕事のミスや自分の気に入らないことがあると、日常的に従業員を怒鳴りつけ、暴言を吐いていた。また映画館の利用客や他社の従業員の前で怒鳴りつける、浅井代表がゴミを落として拾わせるなどの行為が日常化していたほか、「精神疾患者を雇った俺がおかしかった」「怒鳴られる側が悪い」などとスタッフに罵声を浴びせていた。
また原告によると浅井代表はツイッターなどSNSでアップリンクに関する評判を常時モニターしており、ネガティブな書き込みなどを見つけるたびに社員を呼び出しては激しく罵っていた。
また原告によるとアップリンクでは長時間残業が常態化しており、しばしば給与を支払わないサービス残業が強要されていた。浅井代表による業務上必要のない容姿の指摘や家庭事情の詮索も行われていた。
記者会見に同席した原告の1人は、「長時間労働と怒鳴り声が日常になる中、通勤の途中で体調が悪くなり、電車を降りることが何度もあった。業務時間中に涙が抑えられなくなることもあった」などと述べた。古くからのスタッフがそうした浅井代表の言動を当然視していたことも、パワハラが常態化した原因の１つとも述べている。
浅井代表はこれに対し、6月19日にアップリンク公式サイト上で「謝罪と今後の対応について」と題する声明を発表し、原告らの批判・指摘を大筋で認めた。しかし今後については、代表がカウンセリングを受けるなどの再発防止策を講じるものの、経営者としての活動は継続するなどと述べた。
しかし原告らは6月22日に再度の記者会見を行い、この声明に正面から反論した。
原告らによると、声明文で触れられていた対策案などは原告側が提案した協議案を踏襲していたにもかかわらず、原告側にはまったく連絡がなく、自らの発案として一方的に公表した。さらに原告側へは一切の謝罪がなく、「浅井氏の姿勢には、全く『反省』が窺われず、『誠意をもって対応』していると評価することはできない」「私たちの声に耳を傾けることより、形式的な『謝罪』を対外的に示すことを優先させた」と痛烈に批判した。

### 訴訟への反響
- 7月にアップリンクで上映予定だった映画『クリシャ（英語版）』について、配給元のGucchi's Free Schoolは公開延期を決定した。Gucchi's Free Schoolは浅井代表がしかるべき責任を果たしたのちに改めて上映を検討したいとする声明を発表した[52]。
- アップリンクで作品を上映してきた映画監督の深田晃司は、6月16日に自らのTwitterを更新し、「今回明らかにされた浅井氏の行動は、それが真実であれば、十分に信頼を裏切るものです」と述べたうえで、「浅井隆氏にはできる限り誠実に被害者と向き合い、その声に耳を傾けることを強く望みます」とする声明を発表した[53][54]。

### 和議協議の合意
2020年10月30日、公式HP上で原告側との和議協議が合意に達した事を、浅井社長名義で報告した。公表された合意内容は以下の通り。
- 社内でのハラスメントを相談できる、弁護士などの専門家が参加する外部窓口を設置。
- すべての従業員が相談できる社内窓口「ハラスメントフリー委員会」を設置。
- ハラスメントフリーな体制をつくるための社外の専門家による第三者委員会を設置。
- これまで曖昧だった各部署の事業範囲を明確化するとともに、各事業部署ごとに責任者を置いて協議しながら運営できるマネージメント体制をつくる。
- 複数の役員による協議の中で会社を経営するために取締役会を設置。
- 浅井社長はもとより、社内のリーダー層にアンガーマネージメントやハラスメント防止に関する研修を義務化、全ての社員を対象にハラスメント研修を実施。

### 和解合意への批判
こうした内容で訴訟外での和解協議が合意に至ったことは、原告側からも告知された。しかし原告側は、和解という言葉からは円満に問題が解決したかのような印象を受けるかもしれないが、原告側としては「『円満』にも、そして『全ての問題が解決した』とも考えていない」と断じた。
その理由として原告側は、和解協議の席では「一部のスタッフを除いて、彼らが真摯に反省していると感じること」は出来なかった、と述べた。
原告側によると浅井代表は、「原告の私たちの発言を数度にわたって遮り、まるで他人事であるかのように自身の加害行為について分析し、原告の訴えた被害から目を背ける持論を展開」した。さらに「被害の訴えを『勘違い』であると受け取り方の問題にすり替える発言」もあったという。そして他のベテランスタッフについても、「自らの加害性に向き合っているとは到底考えられず、形式的な謝罪に留まっていると感じた」と強く批判している。
原告らは和解協議の場での浅井代表の言動について、「（浅井氏と7月末に直接）対面した時も、本当に反省してないんだなというのが伝わってきた。自分のしたことがどれだけ多くの人を傷つけてきたのか分かっていない。今も多分、分かっていない」｢浅井さんは本来社長を辞めるべきだとは思います｣などと述べている。
その上で、「これ以上、同じような被害が出ないことが私たちの願いでもあるし、そのために協議を選んだ」と和解合意に至った心境を説明している。

### 代表による匿名メールでの中傷発覚
和解後の2021年11月、浅井代表が別人を装って中傷メールを送っていたことが発覚した。これは同年3月、ほぼ全社員が浅井代表に退任を要求する事態となった際、浅井代表は不適切な言動と認め謝罪する一方、アルバイト従業員を装って「あなたが会社を辞めてください」などとするメールを社員らに送っていたもの。
また浅井代表は、訴訟を理由として自作の上映を引き上げた深田監督などを標的として、監督らからパワハラを受けたなどと示唆する匿名のメールも関連団体あてに送っていた。中傷メールを送られた深田監督もこれらの報道を認め、「看過できない不誠実な行為」があったと指摘している。
浅井代表は取材などに対し、「精神的に追い込まれ、自分の中で考えに賛同してくれる人物を作り出してしまいました」「（要求を）引っ込めて欲しいという気持ちがあった」などと内容を認めていると報じられた。

## 配給作品・展示履歴

### 配給・製作映画
| 年     | 作品名                                                                      | 監督 | 制作 | 公開日          |
| ------ | --------------------------------------------------------------------------- | --- | ---- | --------------- |
| 1987年 | エンジェリック・カンヴァセーション                                          | デレク・ジャーマン |      | 1987年 2月21日  |
| 1990年 | ザ・ガーデン                                                                | デレク・ジャーマン | ○    | 1990年 9月7日   |
| 1992年 | 三月のライオン                                                              | 矢崎仁司 |      | 1992年 6月10日  |
| 1992年 | エドワードII                                                                | デレク・ジャーマン | ○    | 1992年 10月31日 |
| 1993年 | 僕たちの時間                                                                | クリストファー・ミンチュ |      | 1993年 11月13日 |
| 1993年 | ヴィトゲンシュタイン                                                        | デレク・ジャーマン | ○    | 1994年 3月26日  |
| 1994年 | ＢＬＵＥ ブルー                                                             | デレク・ジャーマン | ○    | 1994年 3月26日  |
| 1994年 | GO fish                                                                     | ローズ・トローシュ |      | 1995年 1月28日  |
| 1997年 | ウォーターメロン・ウーマン                                                  | シェリク・デュニエ |      | 1997年 7月26日  |
| 1999年 | 愛の悪魔/フランシス・ベイコンの歪んだ肖像                                   | ジョン・メイベリー | ○    | 1999年 3月13日  |
| 2000年 | モジュレーション                                                            | イアラ・リー |      | 2000年 7月22日  |
| 2001年 | ふたりの人魚                                                                | ロウ・イエ | ○    | 2001年 4月28日  |
| 2001年 | I.K.U.                                                                      | シュー・リー・チェン | ○    | 2001年 5月3日   |
| 2003年 | アカルイミライ                                                              | 黒沢清 | ○    | 2003年 1月18日  |
| 2003年 | クローン・オブ・エイダ（原題：Leidenschaftliche Berechnung/Conceiving Ada） | リン・ハーシュマン＝リーソン |      | 2003年 8月2日   |
| 2003年 | ウォー・レクイエム                                                          | デレク・ジャーマン |      | 2003年 10月4日  |
| 2003年 | イン・マイ・スキン 人には言えない、私が本当にしたいこと                     | マリナ・ドゥ・ヴァン |      | 2003年 12月20日 |
| 2004年 | シャボン玉エレジー（原題：Shabondama Elegy）                                | イアン・ケルコフ |      | 2004年 1月31日  |
| 2004年 | アフガン零年                                                                | セディク・バルマク |      | 2004年 3月13日  |
| 2005年 | UTAKATA ウタカタ                                                            | 中田文 |      | 2005年 1月8日   |
| 2005年 | 火星人メルカーノ（原題： MERCANO EL MARCIANO）                              | ファン・アンティン（Juan Antín） |      | 2005年 2月26日  |
| 2005年 | ピンクリボン                                                                | 藤井謙二郎 | ○    | 2005年 5月14日  |
| 2005年 | ジャマイカ 楽園の真実                                                       | ステファニー・ブラック |      | 2005年 7月16日  |
| 2005年 | ザ・コーポレーション                                                        | マーク・アクバー , ジェニファー・アボット |      | 2005年 12月10日 |
| 2006年 | マイヨ・ジョーヌへの挑戦/ツール・ド・フランス100周年記念大会                | ペペ・ダンカート , ヴェルナー・シュヴァイツァー                                                                                               |      | 2006年 6月17日  |
| 2006年 | ストロベリーショートケイクス                                                | 矢崎仁司 | ○    | 2006年 9月23日  |
| 2006年 | ラスタファリアンズ（原題：La Mystique Rastafari de Bob Marley réédition）   | ニコ・ケイン（Nico Kane） |      | 2006年 11月11日 |
| 2006年 | イズラエル・ヴァイブレーション                                              | ヨーヴ・ディヴィッド（Yove David） |      | 2006年 11月11日 |
| 2006年 | 甲野善紀身体操作術                                                          | 藤岡謙二郎 | ○    | 2006年 12月23日 |
| 2007年 | パラダイス・ナウ                                                            | ハニ・アブ・アサド |      | 2007年 3月10日  |
| 2007年 | デス・オブ・ア・ダイナスティ HIP HOPは死なないぜ！                          | デイモン・ダッシュ |      | 2007年 ７月21日 |
| 2007年 | ルーツ・タイム                                                              | シルベストレ・ハコビ |      | 2007年 9月1日   |
| 2007年 | ヴォイス・オブ・ヘドウィグ                                                  | キャサリン・リントン |      | 2007年 9月22日  |
| 2007年 | ワード・サウンド・パワー                                                    | ジェレミア・スタイン |      | 2007年 10月20日 |
| 2007年 | カルラのリスト                                                              | マイセル・シュプバッハ |      | 2007年 11月10日 |
| 2008年 | ビルマ、パゴダの影で                                                        | アイリーヌ・マーティー |      | 2008年 3月15日  |
| 2008年 | インサイド/アウトサイド                                                     | アンドレス・ジョンセン , ニス・ボイ・モラー・ラスムッセン                                                                                     |      | 2008年 4月5日   |
| 2008年 | おいしいコーヒーの真実                                                      | マーク・フランシス |      | 2008年 5月31日  |
| 2008年 | ヴォイス・オブ・エンジェルズ -少年合唱団の天使たち-                         | フィリップ・レイペンス |      | 2008年 10月3日  |
| 2009年 | 彼女の名はサビーヌ                                                          | サンドリーヌ・ボネール |      | 2009年 2月14日  |
| 2009年 | 未来の食卓                                                                  | ジャン＝ポール・ジョー |      | 2009年 8月8日   |
| 2009年 | ウイグルから来た少年                                                        | 佐野伸寿 |      | 2009年 10月3日  |
| 2009年 | Mr.ウィンクル 世界一かわいい犬の大冒険                                      | ララー・ジョー・レーガン |      | 2009年 10月9日  |
| 2009年 | アンヴィル! 夢を諦めきれない男たち                                          | サーシャ・ガヴァシ |      | 2009年 10月24日 |
| 2010年 | ブルー・ゴールド 狙われた水の真実                                           | サム・ボソ |      | 2010年 1月16日  |
| 2010年 | scope                                                                       | ト部敦史 |      | 2010年 5月 1日  |
| 2010年 | ソウル・パワー                                                              | ジェフ・レビー・ヒント |      | 2010年 6月12日  |
| 2010年 | ANPO                                                                        | リンダ・ホーグランド |      | 2010年 9月18日  |
| 2010年 | スプリング・フィーバー                                                      | ロウ・イエ |      | 2010年 11月6日  |
| 2011年 | レイチェル・カーソンの感性の森                                              | クリストファー・マンガー |      | 2011年 2月26日  |
| 2011年 | 名前のない少年、脚のない少女                                                | ミズミール・フィーリョ |      | 2011年 3月26日  |
| 2011年 | 100,000年後の安全                                                           | マイケル・マドセン |      | 2011年 4月2日   |
| 2011年 | レイキャビク・ホエール・ウォッチング・マサカー                              | ジュリアス・ケンプ |      | 2011年 6月4日   |
| 2011年 | セヴァンの地球のなおし方                                                    | ジャン＝ポール・ジョー |      | 2011年 6月25日  |
| 2011年 | イグジット・スルー・ザ・ギフトショップ                                      | バンクシー |      | 2011年 7月16日  |
| 2012年 | タンタンと私                                                                | アンダース・オスデガルド |      | 2012年 2月4日   |
| 2012年 | プリピャチ                                                                  | ニコラウス・ゲイハルター |      | 2012年 3月3日   |
| 2012年 | 核の傷：肥田舜太郎医師と内部被曝                                            | マルク・プティジャン |      | 2012年 4月7日   |
| 2012年 | モンサントの不自然な食べもの                                                | マリー＝モニク・ロバン |      | 2012年 9月1日   |
| 2013年 | アルマジロ                                                                  | ヤヌス・メッツ |      | 2013年 1月19日  |
| 2013年 | 恋する輪廻 オーム・シャンティ・オーム                                       | ファラー・カーン |      | 2013年 3月16日  |
| 2013年 | きかんしゃトーマス ブルーマウンテンの謎                                     | グレッグ・ティアナン |      | 2013年 4月27日  |
| 2013年 | 世界が食べられなくなる日                                                    | ジャン＝ポール・ジョー |      | 2013年 6月8日   |
| 2013年 | ノーコメント by ゲンスブール                                                | ピエール＝アンリ・サルファティ |      | 2013年 7月27日  |
| 2013年 | タリウム少女の毒殺日記                                                      | 土屋豊 |      | 2013年 7月6日   |
| 2013年 | 美輪明宏ドキュメンタリー 黒蜥蜴を探して                                     | パスカル＝アレックス・ヴァンサン |      | 2013年 8月31日  |
| 2013年 | わたしはロランス                                                            | グザヴィエ・ドラン |      | 2013年 9月7日   |
| 2013年 | マイク・ミルズのうつの話                                                    | マイク・ミルズ |      | 2013年 10月16日 |
| 2013年 | フィルス                                                                    | ジョン・S・ベアード |      | 2013年 11月16日 |
| 2013年 | パリ、ただよう花                                                            | ロウ・イエ |      | 2013年 12月21日 |
| 2014年 | フォスター卿の建築術                                                        | ノルベルト・ロペス・アマド , カルロス・カルカス                                                                                               |      | 2014年 1月3日   |
| 2014年 | ダブリンの時計職人                                                          | ダラ・バーン |      | 2014年 3月29日  |
| 2014年 | いわきノート FUKUSHIMA VOICE                                                | 有馬俊 , 岡崎雅 , 佐々木楓 , 三藤紫乃 , 鈴木絹彩 , 鈴木ゆり , 太智花美咲 , 千葉美和子 , 津澤峻 , 中川慧介                                     | ○    | 2014年 5月10日  |
| 2014年 | きかんしゃトーマス キング・オブ・ザ・レイルウェイ トーマスと失われた王冠    | ロブ・シルヴェストリ |      | 2014年 5月17日  |
| 2014年 | ホドロフスキーのDUNE                                                        | フランク・パヴィッチ |      | 2014年 6月14日  |
| 2014年 | リアリティのダンス                                                          | アレハンドロ・ホドロフスキー |      | 2014年 ７月12日 |
| 2014年 | VHSテープを巻き戻せ！                                                       | ジョシュ・ジョンソン |      | 2014年 7月26日  |
| 2014年 | きかんしゃトーマス みんなあつまれ!しゅっぱつしんこう                        | スティーブ・アスクィス |      | 2014年 9月13日  |
| 2014年 | 聖者たちの食卓                                                              | バレリー・ベルトー , フィリップ・ウィチュス                                                                                                   |      | 2014年 9月27日  |
| 2014年 | トム・アット・ザ・ファーム                                                  | グザヴィエ・ドラン |      | 2014年 10月25日 |
| 2015年 | 二重生活                                                                    | ロウ・イエ |      | 2015年 1月      |
| 2015年 | ハルサーエイカー THE MOVIE エイカーズ                                       | 岸本司 |      | 2015年 1月31日  |
| 2015年 | トゥーマスト ~ギターとカラニシコフの狭間で～                                | ドミニク・マルゴー |      | 2015年 2月28日  |
| 2015年 | ワイルド・スタイル                                                          | チャーリー・エーハーン |      | 2015年 3月21日  |
| 2015年 | パパ、遺伝子組み換えってなぁに？                                            | ジェレミー・セイファート |      | 2015年 4月25日  |
| 2015年 | エレファント・ソング                                                        | シャルル・ビナメ |      | 2015年 6月6日   |
| 2015年 | 首相官邸の前で                                                              | 小熊英二 |      | 2015年 9月19日  |
| 2015年 | バレエボーイズ                                                              | ケネス・エルヴェバック |      | 2015年 8月29日  |
| 2015年 | 真珠のボタン                                                                | パトリシオ・グスマン |      | 2015年 10月10日 |
| 2015年 | 光のノスタルジア                                                            | パトリシオ・グスマン |      | 2015年 10月10日 |
| 2015年 | わたしの名前は…                                                             | アニエス・トゥルブレ |      | 2015年 10月31日 |
| 2015年 | 創造と神秘のサグラダ・ファミリア                                            | シュテファン・ハウプト |      | 2015年 12月12日 |
| 2016年 | 蜃気楼の舟                                                                  | 竹馬靖具 |      | 2016年 1月30日  |
| 2016年 | もしも建物が話せたら                                                        | ヴィム・ヴェンダース（製作総指揮兼務） ミハエル・グラウガー マイケル・マドセン ロバート・レッドフォード マルグレート・オリン カリム・アイノズ |      | 2016年 2月20日  |
| 2016年 | バンクシー・ダズ・ニューヨーク                                              | クリス・モーカーベル |      | 2016年 3月26日  |
| 2016年 | オマールの壁                                                                | ハニ・アブ・アサド |      | 2016年 4月16日  |
| 2016年 | LISTEN リッスン                                                             | 牧原依里 , 雫境 |      | 2016年 5月14日  |
| 2016年 | ミスター・ダイナマイト ファンクの帝王ジェームス・ブラウン                   | アレックス・ギブニー |      | 2016年 6月18日  |
| 2016年 | 聖なる呼吸：ヨガのルーツに出会う旅                                          | ヤン・シュミット＝ガレ |      | 2016年 9月3日   |
| 2016年 | シーモアさんと、大人のための人生入門                                        | イーサン・ホーク |      | 2016年 10月1日  |
| 2016年 | エヴォリューション                                                          | ルシール・アザリロヴィック |      | 2016年 11月26日 |
| 2017年 | ブラインド・マッサージ                                                      | ロウ・イエ |      | 2017年 1月14日  |
| 2017年 | サクロモンテの丘 ロマの洞窟フラメンコ                                       | チュス・グティエレス |      | 2017年 2月18日  |
| 2017年 | すべての政府は嘘をつく                                                      | フレッド・ピーボディ |      | 2017年 3月18日  |
| 2017年 | 作家、本当のJTリロイ                                                        | ジェフ・フォイヤージーク |      | 2017年 4月8日   |
| 2017年 | いのちのはじまり 子育てが未来をつくる                                       | エステラ・ヘネル |      | 2017年 6月24日  |
| 2017年 | ダンサー、セルゲイ・ポルーニン 世界一優雅な野獣                             | スティーブン・カンター |      | 2017年 7月15日  |
| 2017年 | サーミの血                                                                  | アマンダ・ケンネル |      | 2017年 9月16日  |
| 2017年 | エンドレス・ポエトリー                                                      | アレハンドロ・ホドロフスキー | ○    | 2017年 11月18日 |
| 2018年 | デヴィッド・リンチ：アートライフ                                            | Olivia Neergaard-Holm、Rick Barnes、Jon Nguyen                                                                                                |      | 2018年 1月27日  |
| 2018年 | ラッキー                                                                    | ジョン・キャロル・リンチ |      | 2018年 3月17日  |
| 2018年 | ラッカは静かに虐殺されている                                                | Matthew Heineman |      | 2018年 4月14日  |
| 2018年 | ラジオ・コバニ                                                              | Reber Dosky |      | 2018年 5月12日  |
| 2018年 | ガザの美容室                                                                | Arab and Tarzan |      | 2018年 6月23日  |
| 2018年 | ラ・チャナ                                                                  | Luzia Stoevich |      | 2018年 7月21日  |
| 2018年 | 顔たち、ところどころ                                                        | アニエス・ヴァルダ |      | 2018年 9月15日  |
| 2019年 | メランコリック                                                              | 田中征爾 |      | 2019年 8月 3日  |

### 出版書籍
| 年   | 作品名                                                               | 著者                                                                                      |
| ---- | -------------------------------------------------------------------- | ----------------------------------------------------------------------------------------- |
| 1989 | ケン・ラッセル・フィルムブック                                       | 浅井隆[編集] , 小泉まみ[編集]                                                             |
| 1989 | ピンク                                                               | ガス・ヴァン・サント[著] , 浅尾敦則[訳]                                                   |
| 1990 | The exhibition of Derek Jarman luminousdarkness                      | デレク・ジャーマン[画]                                                                    |
| 1990 | Derek Jarman's the garden                                            | デレク・ジャーマン・北折智子[インタビュー] , 浅井隆（ほか）[編]                           |
| 1991 | Pop words : Andy Warhol                                              | アンディ・ウォーホル[述] , マルク・アレン[編] , 上田茉莉恵[訳]                            |
| 1992 | エドワードⅡ：Queer                                                   | デレク・ジャーマン（ほか）[著], 北折智子[訳]                                              |
| 1992 | モンロー・トーク                                                     | フロス・ライテルス[編] , 関美冬[訳]                                                       |
| 1993 | 寺山修司実験映画カタログ                                             | 寺山修司[著]                                                                              |
| 1993 | マルコムX自伝                                                        | 浜本武雄[訳]                                                                              |
| 1994 | Mappelethorpe                                                        | Mapplethorpe[撮影]                                                                        |
| 1994 | [みずうみ]                                                           | 合田佐和子[絵・文字]                                                                      |
| 1995 | ロバート・アルトマンのプレタポルテ                                   | ロバート・アルトマン（ほか）[著], 上田茉利惠[訳]                                          |
| 1995 | 危険は承知：デレク・ジャーマンの遺言                                 | デレク・ジャーマン[著], 大塚隆史[訳]                                                      |
| 1995 | The last of England:directed by Derek                                | デレク・ジャーマン[述] , 浅井隆（ほか）[編]                                               |
| 1995 | テンペスト                                                           | 川口敦子 (映画評論家)[評論] , 大場正明・ブレンダン・グリッグズ[対談] , 浅井隆（ほか）[編] |
| 1995 | ボブ・マーリィ語録集                                                 | イアン・マッカン[編] , 山本緑・山本安見[訳]                                               |
| 1996 | 悪夢の撮影日誌：映画をサンダンスで売る方法教えます                   | トム・ディチロ[著] , 神代知子[訳]                                                         |
| 1996 | k.d.ラングトーク・ブック                                             | デイヴィッド・ベナハム[編] , キャロル久末[訳]                                             |
| 1997 | 天安門                                                               | 浅井隆・星野由美子[編]                                                                    |
| 1997 | ニコ：伝説の歌姫                                                     | リチャード・ウィッツ[著] , 浅尾敦則[訳]                                                   |
| 1998 | パトワ語ハンドブック：ジャマイカ語を話そう！                         | イヴォンヌ・ゴールドソン[著・編] , アップリンク[編]                                       |
| 1998 | 代官山17番地                                                         | ハービー・山口[写真・文]                                                                  |
| 1998 | クライ・ベイビー:ジミ・ヘンドリックス語録集                          | トニー・ブラウン[編], 上田茉莉惠[訳]                                                      |
| 1999 | 哀れ、ダーリンは娼夫？                                               | ルパート・エヴェレット[著] , 上田茉莉恵[訳]                                               |
| 1999 | エデンの門：イーサン・コーエン短編集                                 | イーサン・コーエン[著] , 浅尾敦則[訳]                                                     |
| 1999 | オイスター・ボーイの憂鬱な死                                         | ティム・バートン[著] , 狩野綾子 , 津田留美子[訳]                                          |
| 2000 | Modulations official book                                            | HEADS[編]                                                                                 |
| 2000 | パティ・スミス完全版：詩と回想、そして未来へのメモ                   | パティ・スミス[著] , 東玲子[訳]                                                           |
| 2000 | ザ・リアル・ベティ・ペイジ：伝説のピンナップ・ガールの知られざる真実 | リチャード・フォスター[著] , 伴田良輔[訳]                                                 |
| 2000 | @shibuya.photo                                                       | 野田浩司[撮影]                                                                            |
| 2001 | Rockers style                                                        |                                                                                           |
| 2001 | ピクシー：デス&キャンディ                                            | マックス・アンダーソン[著] , 狩野綾子[訳]                                                 |
| 2001 | カー・ボーイの冒険：デス&キャンディ                                  | マックス・アンダーソン[著] , 狩野綾子[訳]                                                 |
| 2002 | 私の知っているリップスティックのすべてを教えます                     | ジェシカ・パリンストン[著] , 浅尾敦則[訳]                                                 |
| 2002 | バリー・トロッターと愚者のパロディ                                   | マイケル・ガーバー[著] , 浅尾敦則[訳]                                                     |
| 2002 | クロマ                                                               | デレク・ジャーマン[著] , 川口隆夫・津田留美子[訳]                                         |
| 2003 | Peace                                                                | ハービー・山口[写真・文]                                                                  |
| 2004 | Rockers style complete                                               |                                                                                           |
| 2005 | 美しき野蛮人、バルタバス                                             | ジェローム・ガルサン[著] , 増澤ひろみ[訳]                                                 |
| 2005 | Drawing restraint                                                    | Matthew Barney[作]                                                                        |
| 2005 | 死をデザインする                                                     | ティモシー・リアリー[著] , 栩木玲子[訳]                                                   |
| 2010 | ロッカーズ・ダイアリー                                               | セオドロス・バファルコス[著・写真] , 浅尾敦則[訳]                                         |
| 2012 | ジャスト・キッズ                                                     | パティ・スミス[著] , にむらじゅんこ・小林薫[訳]                                           |
| 2012 | 無垢の予兆：パティ・スミス詩集                                       | パティ・スミス[著] , 東玲子[訳]                                                           |
| 2013 | その後のふたり                                                       | 辻仁成[著]                                                                                |

### GALLERY展示履歴

#### 渋谷
2004年～2017年
| タイトル                                                                                  | アーティスト | 期間                    |
| 2004年                                                                                    | 2004年 | 2004年                  |
| ----------------------------------------------------------------------------------------- | --- | ----------------------- |
| ミヤタケイコ ソロエキシビジョン「Power POP Room」                                         | ミヤタケイコ | 10月16日～10月31日      |
| 鈴木ヒラク個展 ❝NAZO❞                                                                     | 鈴木ヒラク | 11月4日～11月14日       |
| 『The Planet: Transport』展                                                               | モニカ・ペラルタ、ジュリアン・ガトゥー、ジャヴィア・マッゼオ、ローラ・ゴールドスタイン、ギレルミナ・ベイゲラ                                                                           | 11月16日～11月21日      |
| FULL9 works exibition                                                                     | 関根智佳、谷原朱美、白田祥章、青木純+山田淳平、石井新之介、福田美保、帳山真実子、小林幸                                                                                                | 11月23日～11月27日      |
| テレク展                                                                                  | asuna、木村彩子、colobockie、天本健一、nakaban、bunnybunnybunny、藤本雄一郎、山本祐子                                                                                                  | 12月25日～12月29日      |
| 2005年                                                                                    | |                         |
| 伊藤知宏 「そこにあるものをえがく －絵画的な実験－」                                      | 伊藤知宏 | 2月25日～2月28日        |
| 奥まゆみ「no! boundary line」                                                             | 奥まゆみ | 5月13日～6月9日         |
| 下平晃道個展「反射する色＝くろ」                                                          | 下平晃道 | 6月11日～7月1日         |
| Code,-C『Destroyer』展                                                                    | Code-C | 7月2日～7月15日         |
| ラ・マノ・フリア ヒバロ・タイムス ラ・マノ・フリア・レポート展                            | ラ・マノ・フリア | 8月5日～8月18日         |
| 辻直之 展                                                                                 | 辻直之 | 8月20日～9月2日         |
| 古澤藤「sound of silence」展                                                              | 古澤藤 | 9月4日～10月3日         |
| ZAnPon「solo exhibition」                                                                 | TAU、マツイユミコ、Fourcolor 他 | 10月12日～10月31日      |
| 田村隆一 in Memorium展                                                                    | 田村隆一 | 11月2日～11月7日        |
| 田名網敬一展                                                                              | 田名網敬一 | 11月9日～11月21日       |
| Off Nibroll『public=un+public』DVD特別上映会                                              | Off Nibroll | 11月14日～11月17日      |
| 山本信一と二つの映像個展                                                                  | 山本信一 | 11月23日～12月5日       |
| 『殿村任香写劇_〇三〇五一』                                                               | 殿村任香 | 12月７日～12月19日      |
| 神崎まり『ROUGE ON THE WALL』展                                                           | 神崎まり | 12月21日～2006年1月5日  |
| 2006年                                                                                    | |                         |
| Jibaro Times:La Mano Fria Report2                                                         | La Mano Fria | 1月7日～1月26日         |
| 児嶋サコ『Afternoon Of Atelier -マリの部屋-』                                             | 児嶋サコ | 1月28日～2月8日         |
| 石田尚志展                                                                                | 石田尚志 | 2月11日～2月18日        |
| ハシモトミカ『ダリア窓』展                                                                | ハシモトミカ | 2月25日～3月9日         |
| マイク・ミン展「A fish flow non media demo」                                              | マイク・ミン | 3月18日～4月3日         |
| トム・レイズ個展                                                                          | トム・レイズ | 4月12日～４月24日       |
| COMPOSEZ DE COMPOSEZ                                                                      | Code,-C、麻緒、船山義規 | 4月26日～5月8日         |
| 『ガーダ』公開記念 古居みずえ展                                                           | 古居みずえ | 5月10日～5月30日        |
| アカギマキ「0＋」                                                                         | アカギマキ | 6月7日～6月12日         |
| 竹狼明「恐竜×ヴィーナス」                                                                 | 竹狼明 | 6月14日～6月25日        |
| Tabela「Pintxos」                                                                         | 板坂桂枝、中村俵太、安原いずみ、母袋暁野、河井亜種弥子、三木貴子 | 6月28日～7月3日         |
| 伊藤知宏《ドローイング展》－非絵画的な実験－                                              | 伊藤知宏 | 7月5日～7月10日         |
| FJD「Cameleon Summer」                                                                    | FJD | 7月12日～7月24日        |
| 「cadena arriba - taller la cochera- AC × MM = TC」展                                     | コリア・アルタミラーノ、室麻衣子 | 7月26日～8月5日         |
| 「石井輝男映画美術の世界」展                                                              | 石井輝男 | 8月12日～8月21日        |
| ウィスット・ポンニミット展                                                                | ウィスット・ポンニミット | 8月23日～8月28日        |
| 「TAIZOの残した手紙」展                                                                   | | 8月30日～9月11日        |
| 久保薗美鈴「草創 - 自ら奏でてくれる衣」                                                   | 久保薗美鈴 | 9月13日～9月25日        |
| 「ハローゴルフ」展                                                                        | ハローゴルフ | 10月11日～10月23日      |
| 君島彩子「Just Another Pretty Face？」                                                    | 君島彩子 | 10月25日～11月6日       |
| NATURALBICYCLE「method」                                                                  | NATURALBICYCLE | 11月8日～11月20日       |
| 湯沢薫「Frog Peeler」                                                                     | 湯沢薫 | 11月28日～12月7日       |
| La Mano Fria「Rice and Beans 10 Year Anniversary」                                        | La Mano Fria | 12月9日～12月30日       |
| 2007年                                                                                    | |                         |
| 「ACHE! ILE! OBA!」展                                                                     | 翁長巳酉 | 1月17日～1月29日        |
| ATAK展                                                                                    | 李明喜、逢坂芳郎他 | 2月22日～2月26日        |
| 「チェッコポップアップ絵本」展                                                            | | 2月28日～3月12日        |
| 「ペダル：ピストバイク・ムーブメント in N.Y」展                                           | ピーター・サザーランド | 3月14日～4月2日         |
| 「シネマアフリカ2007」展                                                                  | | 4月7日～4月19日         |
| 杉本文「トランシルバニア ジピシーたちの唄」                                               | 杉本文 | 5月1日～5月14日         |
| 松井智惠「寓意の入れもの - AN ALLEGORICAL VESSEL」                                        | 松井智惠 | 6月6日～6月18日         |
| 沢田穣治「架空旅行」                                                                      | 沢田穣治 | 6月20日～7月2日         |
| 野住智惠子「Bs.As. Neo Tango」                                                            | 野住智惠子 | 7月18日～7月30日        |
| 鈴木海太「tokyo,Japan」                                                                   | 鈴木海太 | 8月1日～8月13日         |
| 柳惠眞「The Dearest Wishes」                                                              | 柳惠眞 | 8月15日～8月27日        |
| シムラユウスケ「呼吸」                                                                    | シムラユウスケ | 8月29日～9月10日        |
| ザ・ピッチシフターズ展                                                                    | ザ・ピッチシフターズ | 9月12日～9月24日        |
| 木村敏子「LOW BMW」                                                                       | 木村敏子 | 9月26日～10月8日        |
| 「Jibaro Times;La Mano Fria Report Part.4 Arepaz Immigrante Orchestra」展                 | La Mano Fria | 10月10日～10月22日      |
| 多摩美術大学映像演劇学科卒業制作展2007                                                    | | 12月21日～12月27日      |
| 2008年                                                                                    | |                         |
| 榎本マリコ「Trees」                                                                       | 榎本マリコ | 1月30日～2月11日        |
| 須永健太郎「糸ノ巻ノ弐」                                                                  | 須永健太郎 | 2月27日～3月10日        |
| Kaori Watanabe「Mandala」                                                                 | Kaori Watanabe | 3月29日～4月7日         |
| 大川高広「end-of-chaos」                                                                  | 大川高広、佐久間陶子、岡村和行 | 4月9日～4月21日         |
| イタサカヨシエ「ユメミル ハナ ズカン」                                                    | イタサカヨシエ | 4月23日～5月5日         |
| 「Organic Cotton × RERE」展                                                               | RERE | 5月7日～5月19日         |
| カルロス・ソリージャ展                                                                    | カルロス・ソリージャ | 5月21日～6月2日         |
| 「NEXT」展                                                                                | Jonas Kaku、Yuri Shibuya, Kenji Hirata、Chris Medndoza、Aiko Nakagawa、Mike Ming他 | 6月5日～6月16日         |
| ラ・マノ・フリア「A.I.O.Culture Cafe」                                                    | ラ・マノ・フリア | 6月18日～6月30日        |
| 秋永悠「Lonely Carnival」                                                                 | 秋永悠 | 7月2日～７月14日        |
| 谷内一光 展                                                                               | 谷内一光 | 7月16日～7月28日        |
| 江渕未帆「つけたりはずしたたり」                                                          | 江渕未帆 | 7月30日～8月11日        |
| PEDALMAFIA展                                                                              | PEDALMAFIA | 8月13日～8月25日        |
| la bruha la negra「そろそろ、派手な性改身」                                               | la bruha la negra | 8月27日～9月8日         |
| メリンダ・サンティラン「Famous/Anonymous」                                                | メリンダ・サンティラン | 9月10日～9月22日        |
| 「新しい写真」展                                                                          | | 9月24日～10月6日        |
| 児玉拓海「Traveling days」                                                                | 児玉拓海 | 10月8日～10月13日       |
| 堤勝義「目の前のつづき」                                                                  | 堤勝義 | 10月15日～10月27日      |
| 「CONJOINT STORE（コンジョイントストア）」展                                              | EMMETTBROWN、JETLINK、Hiromi Matsuoka、コヤナギユウ、Izumikawa macFLY、Atsuco Fujiki他                                                                                                 | 10月29日～11月11日      |
| Satomi,el beso「服♪リズム♪小宇宙」                                                        | | 11月19日～11月24日      |
| 「手の中でひろがる帽子展～CURIONE WINTER COLLECTION2008-2009～」                          | | 12月3日～12月8日        |
| タナカカツキ展                                                                            | タナカカツキ | 12月10日～12月22日      |
| 2009年                                                                                    | |                         |
| 丹羽亜里咲「麦子のはえぎわ」                                                              | 丹羽亜里咲 | 1月21日～2月2日         |
| Miyazaki Naoto展                                                                          | Miyazaki Naoto | 2月4日～2月16日         |
| 「卒ZO展」                                                                                | 東京造形大学アニメーション専攻領域有志 | 2月16日～2月23日        |
| 深尾知恵「9年目。」                                                                       | 深尾知恵 | 2月25日～３月2日        |
| 佐々木睦 展                                                                               | 佐々木睦 | 3月4日～3月16日         |
| 「持ち寄りパーティー（渋谷手芸部の場合）」展                                              | | 3月27日～4月5日         |
| 野住智惠子「Bs.As.Neo tango」                                                             | 野住智惠子 | 4月7日～4月13日         |
| 紀あさ「green green ～留置場を原宿につくる～」                                            | 紀あさ | 4月15日～4月20日        |
| 「ウクライナ映画祭2009」関連展示                                                          | | 4月22日～4月27日        |
| 「HATTRIP」ハンドメイド移動ギャラリー&ショップ                                            | | 4月29日～5月4日         |
| 井上涼「デビュー」                                                                        | 井上涼 | 5月6日～5月11日         |
| 玉垣真由美 展                                                                             | 玉垣真由美 | 6月3日～6月8日          |
| 白石衆「鹿と女たちの秘密の森」                                                            | 白石衆 | 6月10日～6月22日        |
| 「手の中でひろがる帽子展 -CURIONE WINTER COLLECTION 2009-」                               | 細川秀明 | 7月8日～7月13日         |
| 青木勝洋 展                                                                               | 青木勝洋 | 7月15日～7月27日        |
| La Mano Fria 「Jibaro Times:Report 6」                                                    | | 8月5日～8月17日         |
| 井上嘉和 「i/ta」                                                                         | 井上嘉和 | 8月19日～8月31日        |
| ロブ・ジャッジス「In Heaven Everything is Fine」                                          | ロブ・ジャッジス | 9月16日～9月28日        |
| tuborich展                                                                                | Tuborich | 9月30日～10月5日        |
| 「TOKYO-KUZAKAI-区境からみた東京百景」展                                                  | 大室秀樹、桑名理恵、erin5、迫水ヒロオ、せなこ、てつだまさかつ、とまと、nantoka-project、本庄良章                                                                                       | 10月7日～10 月12日      |
| SAZI「キオク」                                                                            | Sazi | 10月14日～10 月19日     |
| 「5万円」展                                                                               | 青柳龍太 | 12月16日～12月21日      |
| ATSUKO「着物のマリア様」                                                                  | ATSUKO | 12月23日～12月28日      |
| 2010年                                                                                    | |                         |
| Lee Hutzulak ＋ 原まどか 「New Leaves」                                                   | Lee Hutzulak、原まどか | 1月20日～1月31日        |
| 尾崎潤「たわわな音楽は玉虫色で」                                                          | 尾崎潤 | 2月3日～2月15日         |
| 清水真理「人形展」                                                                        | 清水真理 | 2月17日～3月1日         |
| kaie＋yuha「YogaとRebirth ～古着から生まれたヨガグッズ～」                                | kaie、yuha | 3月17日～3月29日        |
| 「チェ・コサアリによるポートレート」展                                                    | チェ・コサアリ | 3月31日～4月5日         |
| 加藤真依子「23歳のドローイング」                                                          | 加藤真依子 | 4月7日～4月19日         |
| 羅入「gROTTaNIMA」                                                                        | 羅入 | 4月21日～4月26日        |
| 谷内一光「谷内一光時代」                                                                  | 谷内一光 | 6月9日～6月14日         |
| 天野拓也「かぶりつきの『あふれんばかりのカラー（はみだし）』                              | 天野拓也 | 6月23日～6月28日        |
| 毛利悠子「ホリデイ ビキニ」                                                               | 毛利悠子 | 7月21日～8月2日         |
| ラ・マノ・フリア「Miami Beer Tour」                                                       | ラ・マノ・フリア | 8月4日～8月16日         |
| 渡邊トシフミ「On Time」                                                                   | 渡邊トシフミ | 8月25日～8月30日        |
| 「世界に広がる社会的企業・ビッグイシュー展」                                              | | 9月8日～9月13日         |
| 加々美萌乃 + m-king「Sho-ka～粧花～」                                                     | 加々美萌乃、m-king | 9月15日～9月20日        |
| 「ル・デルニエ・クリ vs ハッテンプロダクション」                                          | ル・デルニエ・クリ、ハッテンプロダクション | 9月22日～9月26日        |
| 三田玲子「『たべる たべられる』『おさんぽにいこう』」                                     | 三田玲子 | 9月29日～10月4日        |
| 宮沢豪「光と音について」                                                                  | 宮沢豪 | 10月20日～11月8日       |
| Miki morino「Les anormaux → 光と影、海へ」                                                | Miki Morino | 11月10日～11月15日      |
| 「access AFRICAN ART」展                                                                  | | 12月1日～12月13日       |
| 「イラク戦争の子どもたち」展                                                              | | 12月22日～12月27日      |
| 2011年                                                                                    | |                         |
| マイク・リーチャー「ねてもさめても人間」                                                  | マイク・リーチャー | 1月26日～1月31日        |
| 森本二太郎「レイチェル・カーソンの森と海辺」                                              | 森本二太郎 | 3月2日～3月14日         |
| トゥアネ・エジェルス（ジングル・ジャングル）展                                            | トゥアネ・エジェルス | 3月27日～4月10日        |
| GOMA「Past<Future」                                                                       | GOMA | 4月20日～4月25日        |
| 横井一江「革新者の肖像」                                                                  | 横井一江 | 5月25日～6月6日         |
| 「ふせんで作るミニチュア切り絵 切りグラフ付箋」展                                         | | 6月15日～6月27日        |
| Yada Yumiko「イカスミルク」                                                               | Yada Yumiko | 6月29日～7月4日         |
| 「映画 VEIN-静脈-に寄せて 人形遣い 百鬼どんどろ岡本芳一写真展」                           | 唐木孝治、吉田欽也、紀あさ | 7月6日～7月11日         |
| 星きさら「鳥の散歩」                                                                      | 星きさら | 7月20日～８月1日        |
| 「ポーランド・コミック」展                                                                | | 2011年8月3日～8月15日   |
| 「バンクシー・ポスター&アートワーク」展                                                   | バンクシー | 9月21日～9月26日        |
| Aya Yonishi「Washing and Washing bathtub」                                                | Aya Yonishi | 10月19日～10月24日      |
| 山下一夫「表現者達」                                                                      | 山下一夫 | 11月9日～11月21日       |
| 「re:du」展                                                                               | | 11月23日～12月5日       |
| ANANYA「★prāṇa exhibition #01」                                                           | ANANYA | 12月14日～12月19日      |
| 2012年                                                                                    | |                         |
| 「BANKSY presents バンクシーの世界お騒がせ人間図鑑」イベント                              | バンクシー | 3月14日                 |
| KAIE +阿曽学 + 浅井英輝「分岐点」                                                         | KAIE、阿曽学、浅井英輝 | 3月27日～4月2日         |
| 伊藤沙由美 + 月星開理「無限匿名」                                                         | 伊藤沙由美、月星開理 | 4月25日～4月30日        |
| 「東北大震災復興支援イラスト集MagnitudeZERO展覧会」                                       | しりあがり寿、安斎肇、中島信也、平田弘史、藤原カムイ、森本晃司 (アニメーター)、小池桂一、三代目魚武濱田成夫、ミック・イタヤ、伊藤桂司、河村康輔、渡辺浩之、SALOTEZUMO、ラジカル鈴木 他 | 5月16日～5月21日        |
| 河村康輔「2ND」                                                                           | 河村康輔 | 5月23日～6月6日         |
| 大塚咲「作品集『密賣nude』発売記念写真展」                                                | 大塚咲 | 6月13日～6月18日        |
| はたさちお「雷光」                                                                        | はたさちお | 7月4日～7月16日         |
| 「アップリンク古書祭り」                                                                  | | 8月3日～8月5日          |
| 阿部つよし「1」                                                                           | 阿部つよし | 8月15日～8月27日        |
| 高橋恭司「紅砂」                                                                          | 高橋恭司 | 8月29日～9月10日        |
| yonishi AYA「01-pleates」                                                                 | yonishi AYA | 11月7日～11月19日       |
| MARK「私と黒鳥」                                                                          | MARK | 11月21日～12月3日       |
| 2013年                                                                                    | |                         |
| 「ジョン・ケージメモリアルB.B.Q」展                                                       | | 1月9日～1月14日         |
| 「❝TEXT+STYLE❞展」                                                                        | | 1月17日～1月28日        |
| 234「うむきかい」                                                                         | 234 | 1月30日～2月4日         |
| Manuel Knapp「noise tectronics =\|=」                                                     | マヌエル・クナップ | 2月6日～2月11日         |
| LADYLILLY「Drawing Exhibition」                                                           | LADYLILLY | 2月15日～2月25日        |
| 「SecoriBook vol.1」                                                                      | | 2月27日～3月11日        |
| 大野真人「写真のシャーレ」                                                                | 大野真人 | 3月20日～3月29日        |
| 長嶋五郎（ゴンゴン）「BOOGALOO KEPT A ROLLIN」                                            | 長嶋五郎 | 4月10日～4月22日        |
| 「Daisuke konno(TOKYO)&FeedNFed(New York) collaboration T-shirts. Exhibition.」           | | 5月22日～6月3日         |
| 「JUDEX BLINEAU - solo Exhibiton（ル・デルニエ・クリ企画《UPLINK編》①)」                  | | 6月26日～7月1日         |
| Jean-Jacques Perrey 「a Record of the Records」                                           | ジャン＝ジャック・ペリー | 7月17日～7月22日        |
| 菊池茂夫「bloodthirsty butchers『青春』」                                                 | 菊池茂夫 | 11月20日～12月3日       |
| 「HAPPY CHRISMAS! - 12ARTISTS EXHIBIT WORKS - 」展                                        | | 12月4日～12月17日       |
| 「和歌山アグレッシブ連動企画 山田泰士写真作品『ダンギー』展」                             | 山田泰士 | 12月18日～12月24日      |
| 「ゼメキス家の世界」展                                                                    | | 12月25日～2014年1月6日  |
| 2014年                                                                                    | |                         |
| ひらのりょう「パラダイス」                                                                | ひらのりょう | 1月8日～1月20日         |
| 「La Mano Fria Report Part.9: Infiltrate Zine」                                           | ラ・マノ・フリア | 1月22日～2月3日         |
| 久住昌之「原作者のマンガ絵展」                                                            | 久住昌之 | 2月5日～2月17日         |
| 「山田花子日記展」                                                                        | 山田花子 (漫画家) | 3月5日～3月10日         |
| 中山直紀「Fact or Fiction」                                                               | 中山直紀 | 3月12日～3月24日        |
| 野口亮平「祈り」                                                                          | 野口亮平 | 4月2日～4月14日         |
| 中西あゆみ「マージナル＝ジャカルタ・パンク」展                                            | 中西あゆみ | 4月16日～4月28日        |
| マージナル展                                                                              | マージナル | 4月29日～5月12日        |
| 「ART4SPACE by INVADER」                                                                  | INVADER | 5月14日～6月2日         |
| 中西あゆみ「マージナル＝ジャカルタ・パンク」展                                            | 中西あゆみ | 6月4日～7月7日          |
| 「オールピスト東京2014 Hors Pistes Paris」 上映会                                         | | 6月20日～6月21日        |
| 「『ホドロフスキーのDUNE』『リアリティのダンス』公開記念 スペシャル・コラボレーション展」 | アレハンドロ・ホドロフスキー、西島大介、河村康輔、堀木厚志(NADA.) 他 | 7月11日～8月4日         |
| JURICTUS「デーモンのつくりかた」                                                          | JURICTUS | 8月6日～8月11日         |
| 近藤佳代「THE HORROR HOUSE」                                                              | 近藤佳代 | 8月13日～8月25日        |
| 「This is チェコアニメ展」                                                                | イジー・バルタ、ヴォイチェフ・クヴァシュタ 他 | 9月10日～9月23日        |
| 「中嶋興 リソグラフや写真を中心にした平面作品の展示」展                                   | 中嶋興 | 10月1日～10月20日       |
| 「東京スクリーム・クイーン映画祭2014展」                                                  | 村上咲 | 10月22日～11月3日       |
| 瀧健太郎 + 西山修平「ヴィデオ：コラージュ/モンタージュ」                                  | 瀧健太郎 、西山修平 | 11月5日～11月24日       |
| 「3 TRHEE EXHIBITIONS -3人展-」                                                           | KAIE、北原千恵美、オオノサエ | 11月26日～12月1日       |
| 始末をかく3 こころをよむ」演劇パフォーマンス                                              | | 11月29日～12月1日       |
| 「ひらのりょうまんがまつり」上映会 + トークショー + パフォーマンス                        | ひらのりょう | 12月13日～12月19日      |
| 「ミタケオヤシン」展                                                                      | | 12月23日～2015年1月16日 |
| 2015年                                                                                    | |                         |
| 「雑誌『POSSE』デザインの現場 -NPO、雑誌、アーティストの協働-」                           | 末吉亮、井上奈奈 | 3月11日～3月16日        |
| 「ワイルド『ブームボックス』スタイル -ラジカセで辿るHIPHOP30年の歴史-」展                 | | 4月1日～4月27日         |
| ニュー・ラクゴ・パラダイス第二回「ニューお題噺」トークイベント                            | 瀧川鯉八、立川吉笑、末井昭、ペーソス (バンド) | 4月22日～               |
| 「映画『リアリティのダンス』小道具」展                                                    | アレハンドロ・ホドロフスキー | 4月29日～5月11日        |
| 前川久美子 展                                                                             | 前川久美子 | 5月27日～6月1日         |
| 「2014香港雨傘運動展」                                                                    | | 6月17日～6月29日        |
| 映画『港家小柳IN-TUNE』公開記念「本宮映画劇場❝昭和三十年代❞浪曲ポスター展」               | | 10月14日～10月23日      |
| 2016年                                                                                    | |                         |
| 小森裕佳 + 唾蓮みどり「ピンクルージュの男」                                               | 小森裕佳、唾蓮みどり | 12月14日～12月19日      |
| 2017年                                                                                    | |                         |
| ラ・マノ・フリア DIYマーケット1「自分のカセットテープ・レーベルを始めよう」展             | ラ・マノ・フリア | 1月12日～1月16日        |
| はちがみっつ「はちがみっつビールに私2017年 - 鬼に金棒!みっつにビール!展 - 」              | はちがみっつ | 2月1日～2月6日          |
| シバノジョシア『Noethern Afterglow - 北の残光 -』                                         | シバノジョシア | 2月8日～2月20日         |
| 植田苗水「INORI」                                                                         | 植田苗水 | 2月22日～3月6日         |
| 西澤諭志「ドキュメンタリーのハードコア」                                                  | 西澤諭志 | 7月12日～7月17日        |

2020年・2021年
| 期間                      | 内容                                                                     |
| 2020年                    | 2020年                                                                   |
| ------------------------- | ------------------------------------------------------------------------ |
| 11月25日 - 12月16日       | 高砂淳二企画写真展～映画『プラスチックの海』公開記念                     |
| 12月25日 - 2021年02月09日 | 香港人は変幻自在展 友よ、水になれ～映画『香港画』公開記念                |
| 2021年                    |                                                                          |
| 02月12日 - 02月24日       | 「クバシュタの仕掛け絵本展」～「帰ってきたチェコアニメ映画祭！」公開記念 |
| 02月26日 - 03月18日       | 『三月のライオン デジタル・リマスター版』公開記念展示                    |
| 03月20日 - 05月09日       | 『JUNK HEAD』人形展                                                      |
| 05月14日 - 05月20日       | ATSUSHI SASAKI写真展「色湿(ishitsu)」                                    |

#### 吉祥寺
| 期間                      | 内容 |
| 2018年                    | 2018年 |
| ------------------------- | --- |
| 12月14日 - 2019年01月16日 | ハービー・山口 写真展「今日は、映画を観に行く」                                                                    |
| 12月14日 - 2019年02月28日 | ラ・マノ・フリア回顧展 La Mano Fria: 13 years of Jibaro Times (Retrospective & Culture Chronology 2005-2018)       |
| 2019年                    | |
| 01月19日 - 02月03日       | 特集『井上三太』～ART EXHIBITION/MOVIE/POP UP SHOP～                                                               |
| 02月06日 - 02月20日       | 『放課後ソーダ日和』写真展                                                                                         |
| 02月23日 - 03月13日       | 現代の社会彫刻 Vol.1 “MAKE SOME NOISE” – THE M/ALL – × 映画『ヨーゼフ・ボイスは挑発する』                          |
| 03月02日 - 04月24日       | BEUYS IN JAPAN 1984                                                                                                |
| 03月16日 - 04月06日       | 現代の社会彫刻 Vol.2 カナイフユキ「ドミナントストーリー -わたしは男の子-」                                         |
| 04月10日 - 04月24日       | 現代の社会彫刻 Vol.3 磯村暖「Hell on Earth」ー映画『ヨーゼフ・ボイスは挑発する』公開記念                           |
| 04月27日 - 05月29日       | 『ビル・エヴァンス タイム・リメンバード』公開記念 ジャズ写真展 中平穂積                                            |
| 05月31日 - 06月30日       | 映画『氷上の王、ジョン・カリー』公開記念 伊藤聡美 衣装展「The Art of Costume Design」                              |
| 06月15日 - 07月06日       | 『トゥレップ～「海獣の子供」を探して～』公開記念「海獣の子供」原画展                                               |
| 07月06日 - 08月16日       | 『愛がなんだ』公開記念 仲原青 Nakahara Sei 写真展「一瞬の夢」                                                      |
| 08月17日 - 09月13日       | 映画『火口のふたり』パネル展                                                                                       |
| 08月25日 - 09月18日       | 左様なら展 |
| 09月14日 - 10月30日       | かくたみほ フィンランド・サウナ写真展                                                                              |
| 09月19日 - 10月17日       | 映画『左様なら』スチール・パネル展                                                                                 |
| 11月04日 - 11月28日       | ヴィニルと烏展 |
| 11月22日 - 01月23日       | 高砂淳二写真展～映画『ドルフィン・マン～ジャック・マイヨール、蒼く深い海へ』公開記念                               |
| 2020年                    | |
| 01月28日 - 02月08日       | ラ・マノ・フリア「Caras 2020」展｜La Mano Fria “Caras 2020”                                                        |
| 02月21日 - 03月26日       | Making of GON –ストップモーション・アニメーションの舞台裏-                                                         |
| 06月12日 - 06月30日       | pascALEjandro Alchemical Love～映画『ホドロフスキーのサイコマジック』公開記念（協力：現代美術ギャラリーBLUM＆POE） |
| 07月11日 - 09月01日       | 映画『リトル・ジョー』公開記念展示                                                                                 |
| 09月03日 - 12月06日       | 映画『ジャズ喫茶ベイシー Swiftyの譚詩（Ballad）』公開記念特別展「ジャズ喫茶ベイシーにて」                          |
| 12月08日 - 2021年01月07日 | 『アンダードッグ』上映記念・千葉高広写真展                                                                         |
| 2021年                    | |
| 01月08日 - 01月21日       | 『43年後のアイ・ラヴ・ユー』公開記念パネル展                                                                       |
| 02月27日 - 03月25日       | 『ターコイズの空の下で』上映記念展示                                                                               |
| 03月20日 - 04月22日       | 『JUNK HEAD』人形展                                                                                                |
| 06月11日 - 07月08日       | MOFIN SOLO EXHIBITION "OUTCAST"                                                                                    |
| 07月24日 -                | 『太陽と踊らせて』公開記念イビサのかけら展                                                                         |
| 08月06日 - 08月26日       | 【JIM JARMUSCH Retrospective 2021】ポスター展                                                                      |
| 08月13日 - 08月26日       | 神軍平等兵 奥崎謙三遺品展                                                                                          |
| 09月06日 - 10月14日       | 『マルジェラが語る"マルタン・マルジェラ"』アーカイブ展                                                             |
| 10月29日 - 11月02日       | 『BLACK OPERA 〜 鈍色の壁』特別上映記念・写真展                                                                    |
| 10月29日 - 11月04日       | 『カリプソ・ローズ』上映記念／『CALYPSO ROSE TENT』トリニダード・トバゴ 写真展 by 伊藤和馬                         |
| 11月19日 - 12月02日       | 『プリテンダーズ』衣装展 by rhythm.war*p                                                                           |
| 2022年                    | |
| 01月14日 - 01月23日       | 上映記念展示『逆光』                                                                                               |
| 01月28日 - 02月07日       | 『クレッシェンド 音楽の架け橋』公開記念展示                                                                        |
| 02月11日 - 02月27日       | 『西成ゴローの四億円』『西成ゴローの四億円 -死闘篇-』二部作公開記念 ～衣装・小道具展～                             |
| 04月18日 -                | 『パリ13区』公開記念展示                                                                                           |
| 05月07日 - 05月19日       | 『ばちらぬん』『ヨナグニ～旅立ちの島～』公開記念展示                                                               |
| 06月23日 - 07月15日       | 『宇宙人の画家』原画展                                                                                             |
| 07月17日 - 07月28日       | 『映画はアリスから始まった』公開記念展示 Be Natural: The Untold Story of Alice Guy-Blaché                          |
| 07月28日 - 08月05日       | 『アプローズ、アプローズ！囚人たちの大舞台』写真展                                                                 |
| 07月28日 - 08月05日       | 『霧幻鉄道 只見線を300日撮る男』写真展                                                                             |
| 09月30日 -                | 【山口はるみ展】映画『メイクアップ・アーティスト：ケヴィン・オークイン・ストーリー』公開記念展示                   |
| 09月30日 - 10月27日       | 【和の匠・美術監督 池谷仙克の映画】公開記念展示                                                                    |
| 11月25日 -                | 『マッドゴッド』コンセプトアートブックパネル展示                                                                   |
| 12月02日 - 12月15日       | 『ジョン・レノン～音楽で世界を変えた男の真実～』企画展示                                                           |
| 2023年                    | |
| 02月10日 -                | 『ケイコ 目を澄ませて』上映記念展示                                                                                |
| 03月17日 - 04月06日       | 『マッシブ・タレント』公開記念ギャラリー展示                                                                       |
| 03月17日 - 03月31日       | 『シン・仮面ライダー』公開記念ポスター展示                                                                         |
| 04月01日 - 04月20日       | 『ダークグラス』公開記念パネル展示                                                                                 |
| 04月07日 - 04月27日       | 『未来は裏切りの彼方に』『プーチンより愛を込めて』公開記念展示                                                     |
| 05月10日 -                | 『バンクシー 抗うものたちのアート革命』公開記念展示                                                                |
| 06月30日 -                | 『小説家の映画』公開記念展示                                                                                       |
| 07月07日 -                | 『銀鏡 SHIROMI』公開記念展示                                                                                       |
| 07月14日 -                | 『屋根の上に吹く風は』公開記念 近隣のフリースクール4団体のパネル・写真展示                                         |
| 07月21日 -                | 『天空のサマン』公開記念展示                                                                                       |
| 07月29日 -                | 『プレジデント』公開記念展示                                                                                       |
| 08月04日 -                | 『兎たちの暴走』公開記念展示                                                                                       |

#### 京都
| 期間                | 内容                                                                                            |
| 2020年              | 2020年                                                                                          |
| ------------------- | ----------------------------------------------------------------------------------------------- |
| 04月16日 - 04月30日 | 写真展「アニエスベー：写真家、アーティストと」                                                  |
| 09月04日 -          | 『僕は猟師になった』写真＆小道具展                                                              |
| 2021年              |                                                                                                 |
| 02月26日 - 03月25日 | gaspar noé x agnès b. collection 98 / ギャスパー・ノエ – アニエスベーコレクション 1998年        |
| 03月26日 - 04月中旬 | 『JUNK HEAD』公開記念、メイキング映像・パネル展                                                 |
| 04月15日 -          | 映画『ハウス・イン・ザ・フィールズ』公開記念 タラ・ハディド監督写真展                           |
| 06月04日 - 07月03日 | Éric Rohmer x agnès b. poster collection / エリック・ロメール・アニエスベーポスターコレクション |
| 12月18日 - 12月26日 | 写真展『correspondence ─ 往復書簡』                                                             |
| 2022年              |                                                                                                 |
| 01月 -              | 【『ちょっと思い出しただけ』公開記念】クリープハイプ「ナイトオンザプラネット」MVを特別上映      |